# 三菱汽車陳列館
三菱汽車陳列館（日语：三菱オートギャラリー）是位於日本愛知縣岡崎市橋目町的交通博物館，該館收藏並展示三菱汽車公司歷年的著名市售車種、動力運動車款、引擎技術等。

## 簡介
該陳列館位於三菱汽車岡崎製作所的工業技術中心內，雖然免費參觀，但必須事先透過官方網站預約；休館日為周六、周日或該公司休假日。2017年5月22日重新整修裝潢後再度開放，並設置「MAG café」咖啡廳。

## 展示內容

### 市售車輛
- 三菱Mizushima/Leo
- 三菱500
- 三菱Colt 600
- 三菱Debonair
- 三菱Galant
- 三菱Galant GTO
- 三菱GTO
- 三菱Starion
- 三菱Pajero
- 三菱Delica

### 動力運動車輛
- 三菱Colt Lancer 1600 GSR
- 三菱Lancer EX 2000 Turbo
- 三菱Lancer Evolution Ⅵ

### 引擎
- NE19A型
- KE64型

### 劃時代的車輛
- 三菱A型車：三菱合資會社旗下三菱造船及三菱內燃機（日语：三菱航空機）於1917年至1921年間製造發售的前座敞篷車（（英文）Coupé Chauffeur），亦是日本第一輛量產乘用車[2]。
- 三菱PX33：三菱重工業於1935年至1937年間開發製造的試作乘用車。
- 亨利J（英语：Henry J）：1950年代以CKD散裝料生產。
- 五十鈴Hillman Minx（日语：いすゞ・ヒルマンミンクス）：雖是五十鈴汽車以CKD散裝料生產，但車體由三菱日本重工業（三菱重工業前身）製造。
- 三菱Silver Pigeon：1946年至1964年間三菱重工業名古屋機器製作所製造的速克達。

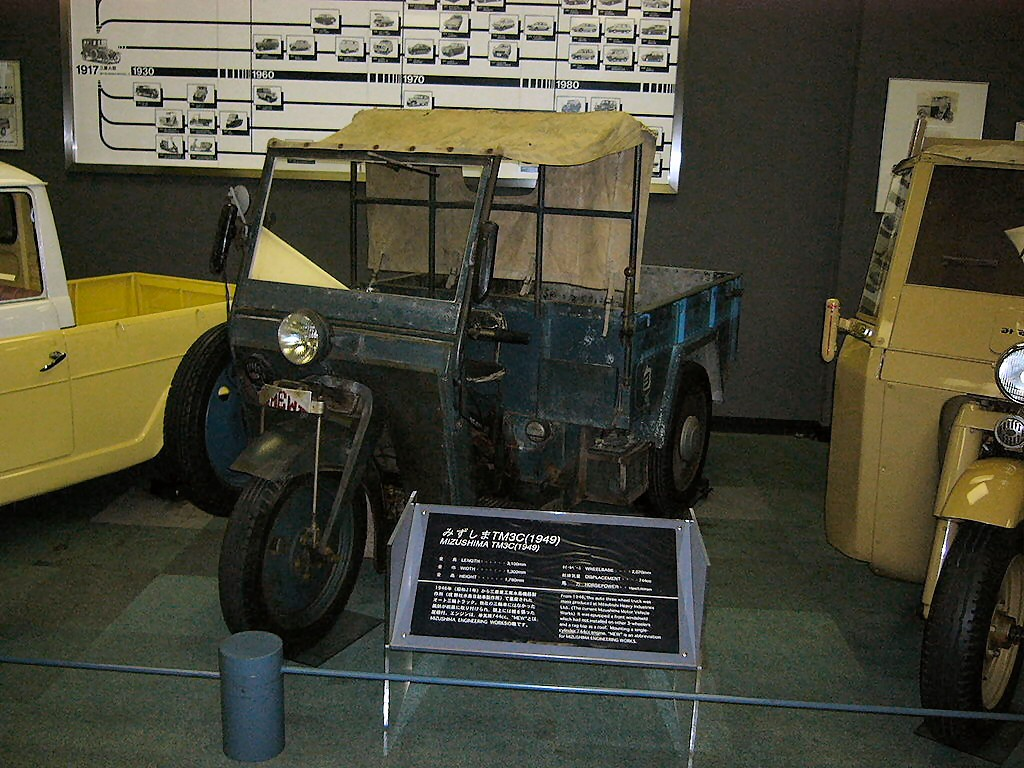
三菱Mizushima TM3C型
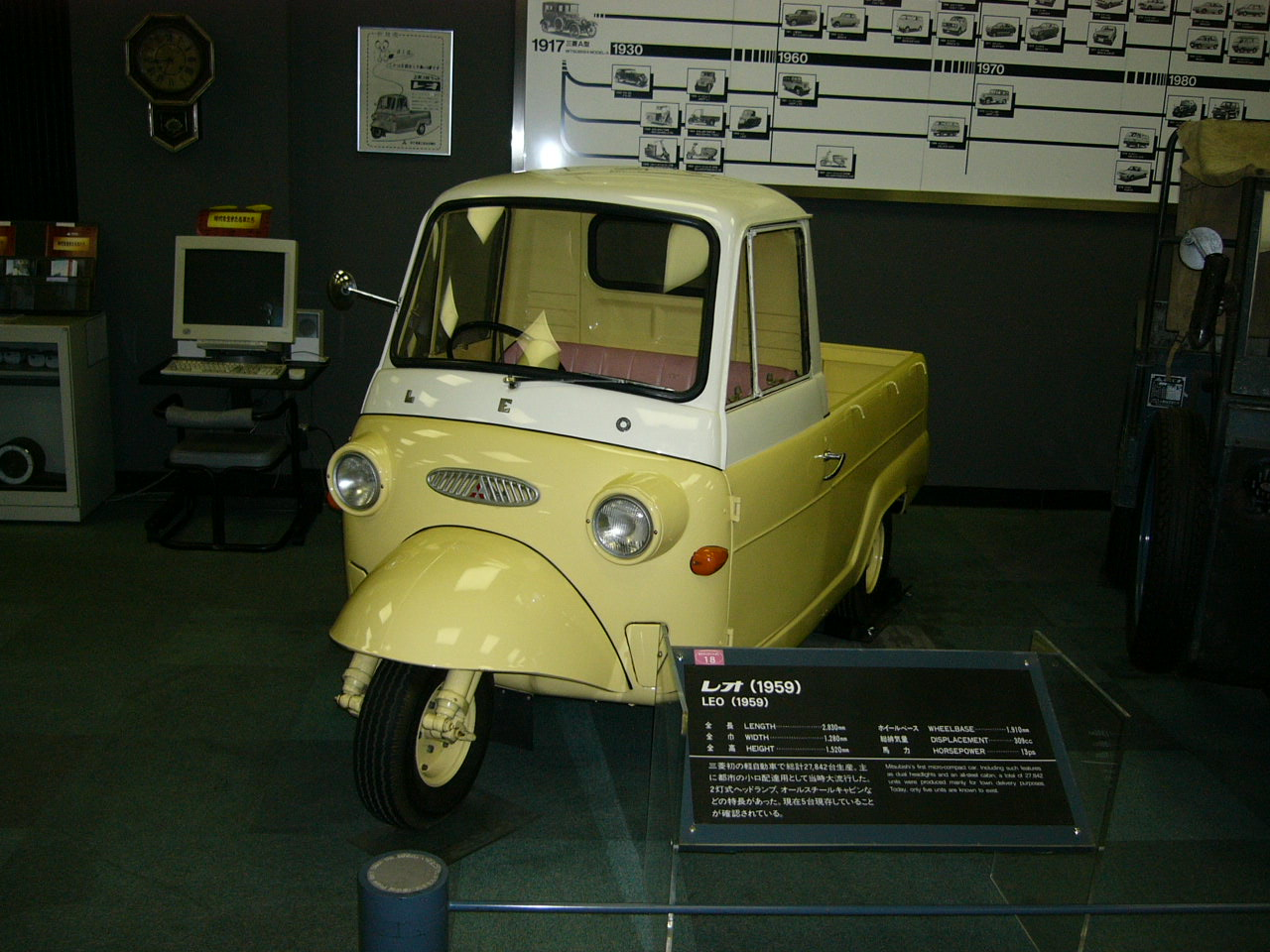
三菱Leo
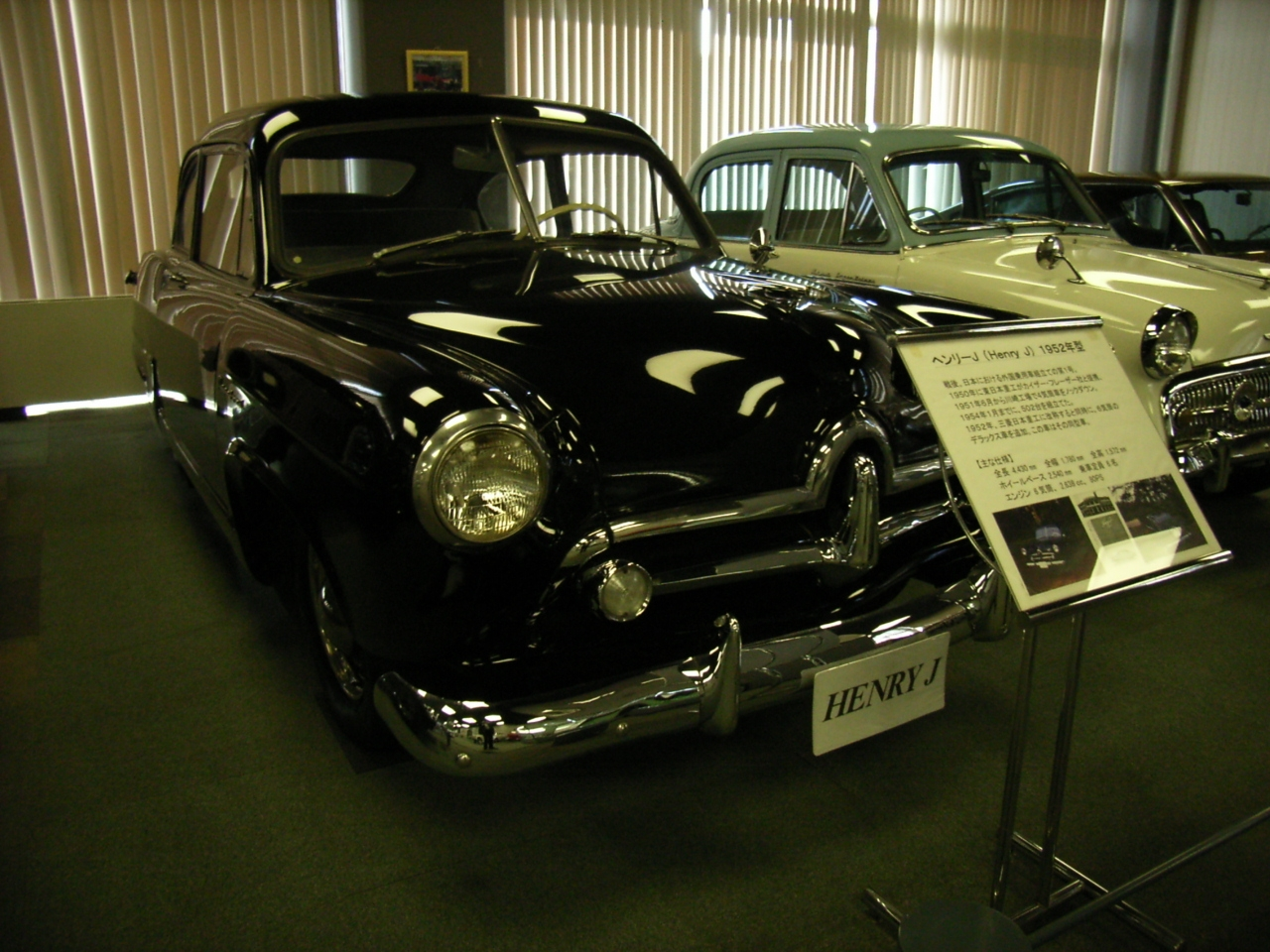
亨利J
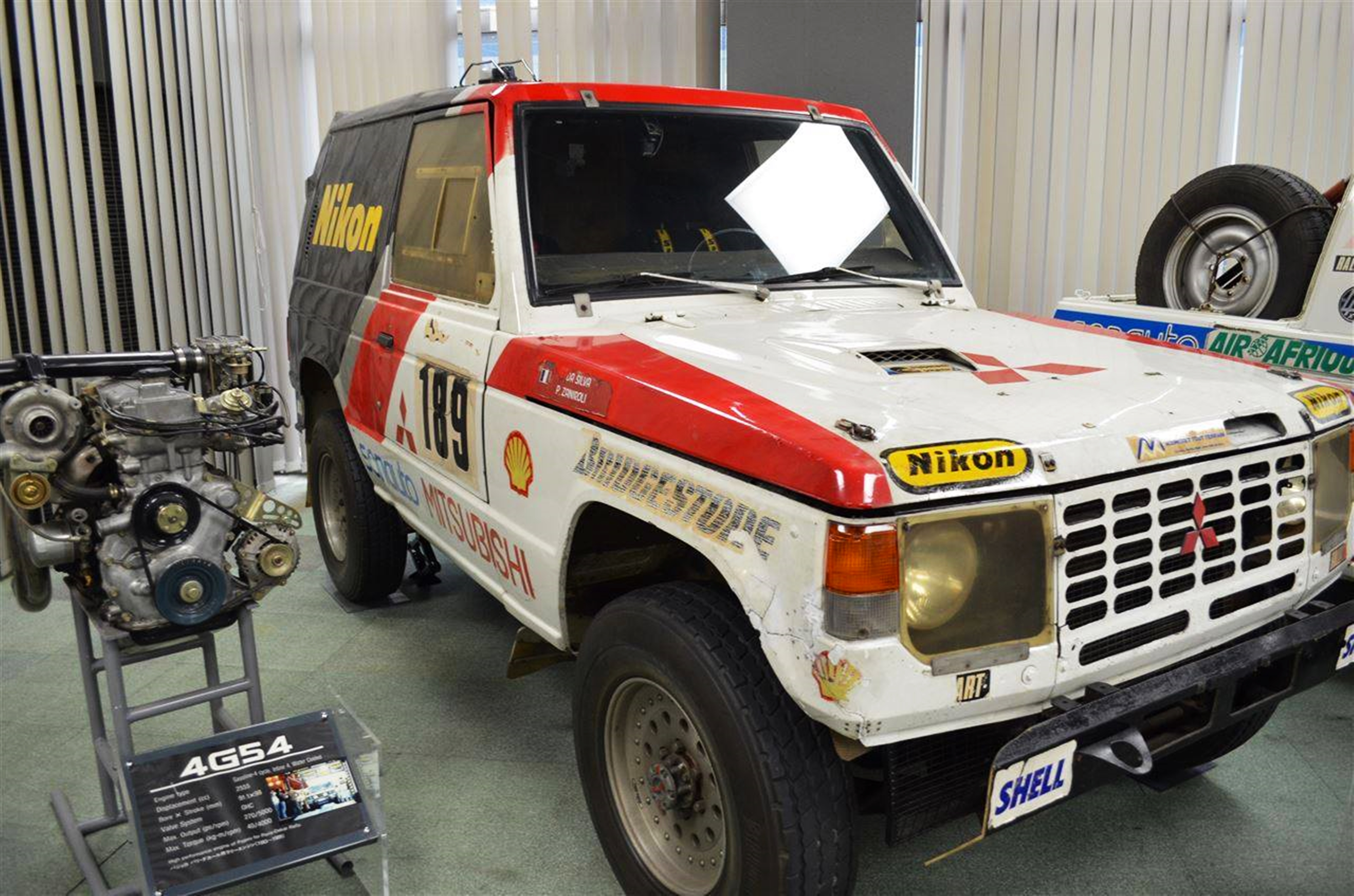
1985年奪冠的三菱Pajero
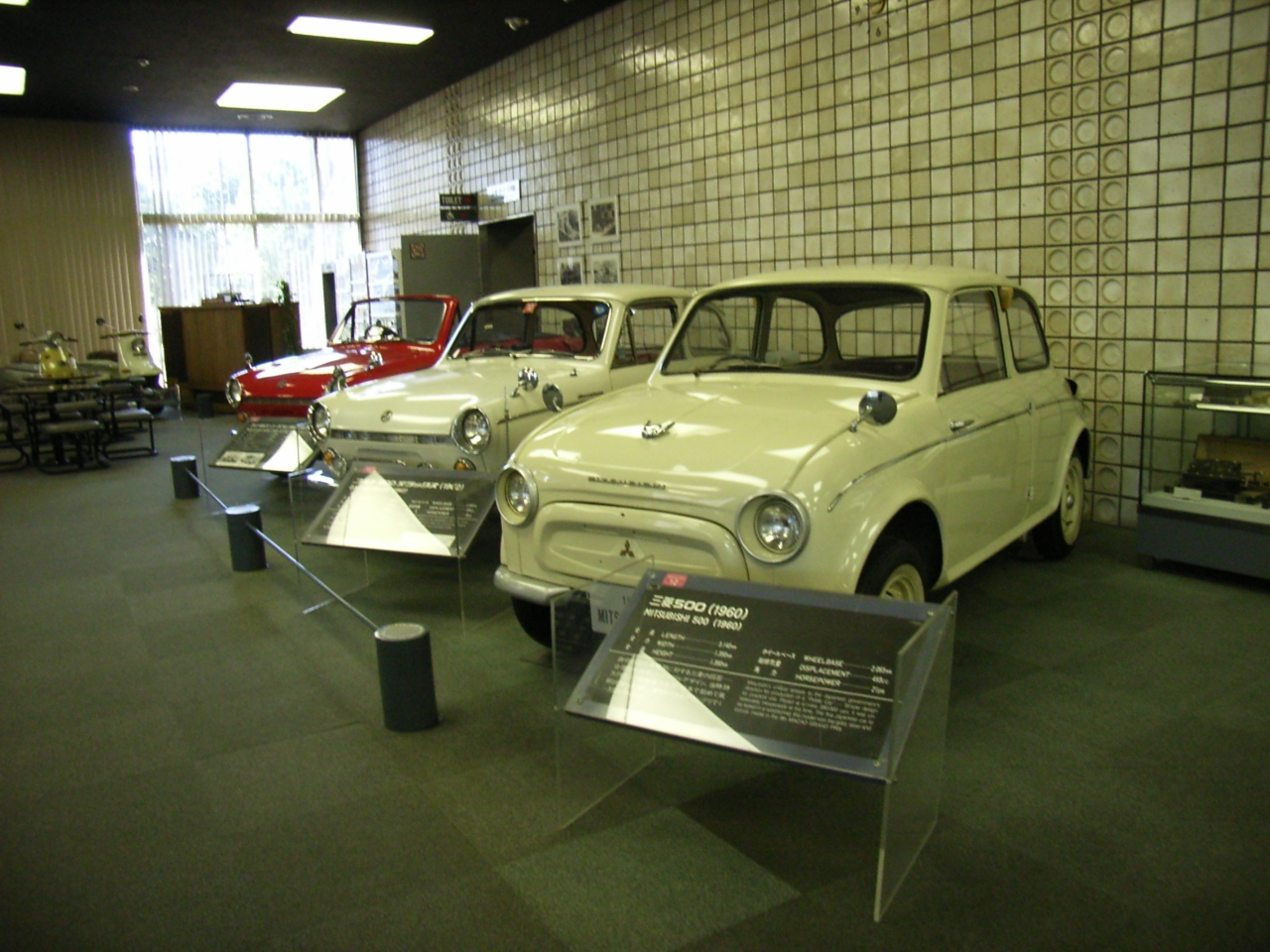
三菱500及Colt 600
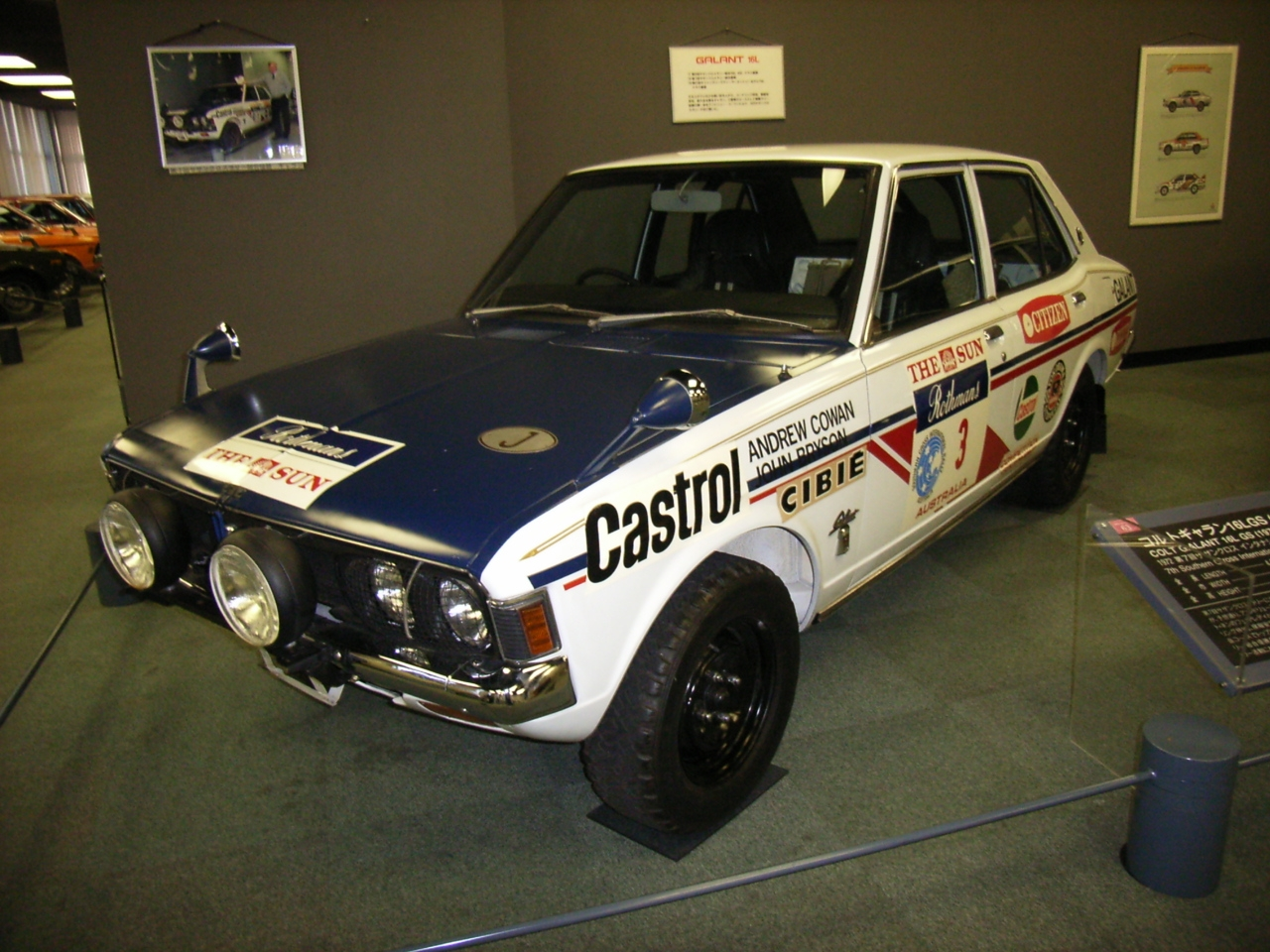
三菱Colt Galant 1600LGS
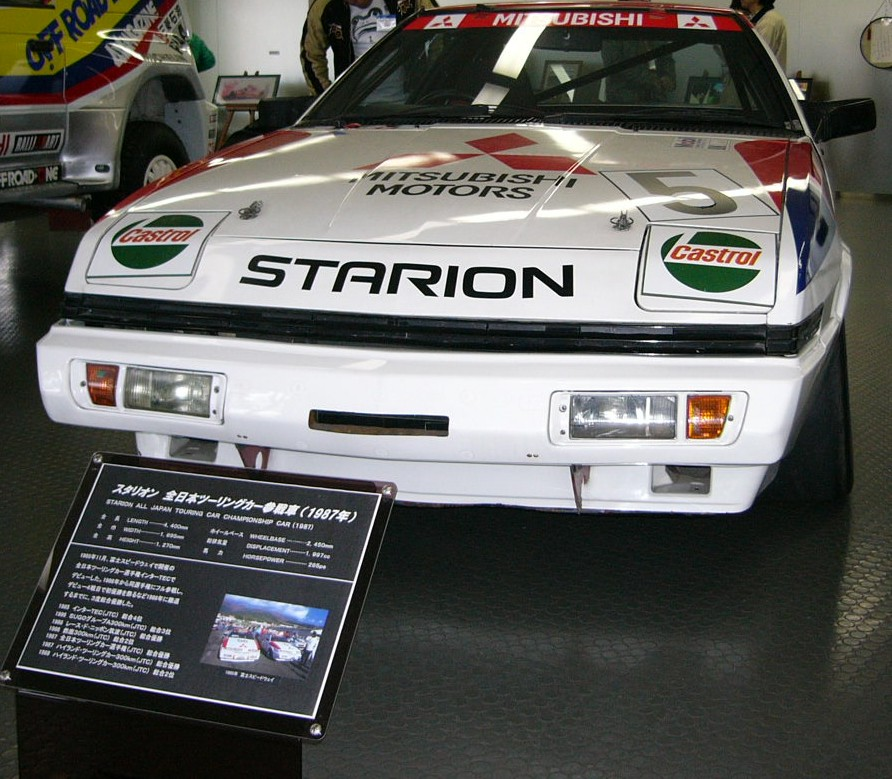
三菱Starion

## 外部連結
- （日語）官方網站 （页面存档备份，存于）